# Chebský viadukt
Chebský viadukt je železniční most přes řeku Ohři v blízkosti Chebu. Patří mezi deset největších kamenných železničních mostních staveb v České republice.

## Popis
Chebský viadukt byl původně kamenný (žula z bavorského pohoří Fichtelgebirge) obloukový most, v roce 1946 došlo k jeho rekonstrukci z monolitického betonu. Je dlouhý 378 m, střední část má 12 oblouků na pilířích (ty mají rozpětí 12 metrů) a krajní pole na obou stranách jsou tvořena vždy třemi menšími oblouky. Výška kolejiště nad hladinou řeky Ohře je asi 25 metrů a šířka mostu je 6,75 metru.

## Historie
Most byl pravděpodobně navržen Heinrichem von Hügelem. Zbudován byl v roce 1898 (1863 - 65). Stavba stála téměř 500 000 tolarů. 
Most byl výrazně poškozen spojeneckými nálety za druhé světové války. Po náletu 23. října 1944 byl most opraven a znovu používán. Nálet plánovaný na 5. dubna 1945 zhatilo počasí. Nálety ve dnech 8. a 10. dubna 1945 byl pak viadukt definitivně zničen. Zpráva německých drah ze 13. dubna 1945 hovoří o následujícím poškození: 
- přímý zásah pilířů I, IV, XV
- přímý zásah oblouků 1, 2, 9, 10, 15, 16
- poškození oblouku 4 a pilíře V

Od roku 1946 pak probíhala rekonstrukce viaduktu, kdy bylo původní kamenné zdivo nahrazeno betonem. Ke znovuotevření došlo 19. května 1951. V průběhu této rekonstrukce byl také v náspu vybudován nový otvor pro vedení ulice Pražská - ta původně vedla až prvním velkým obloukem viaduktu.

## Galerie

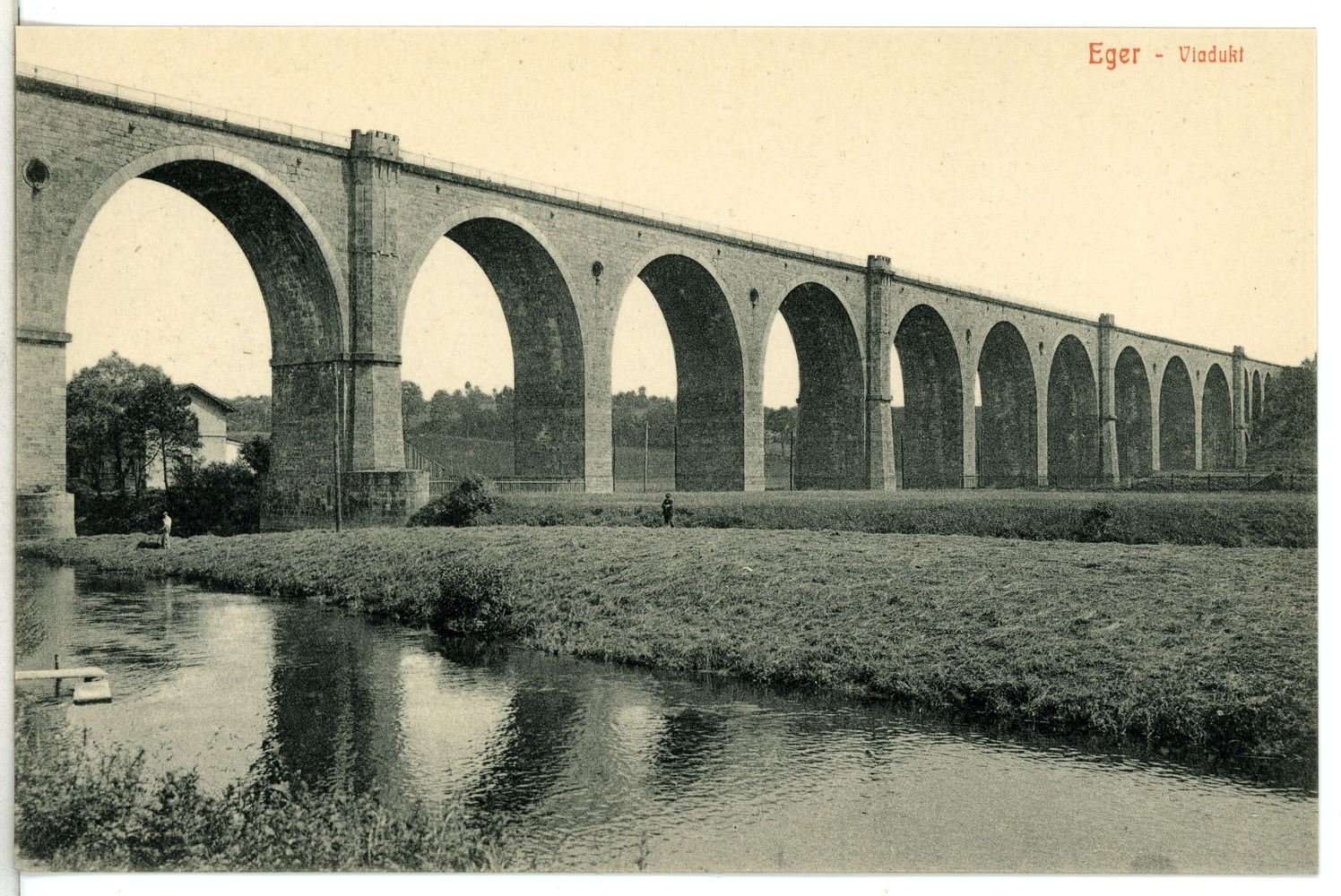
Rok 1911
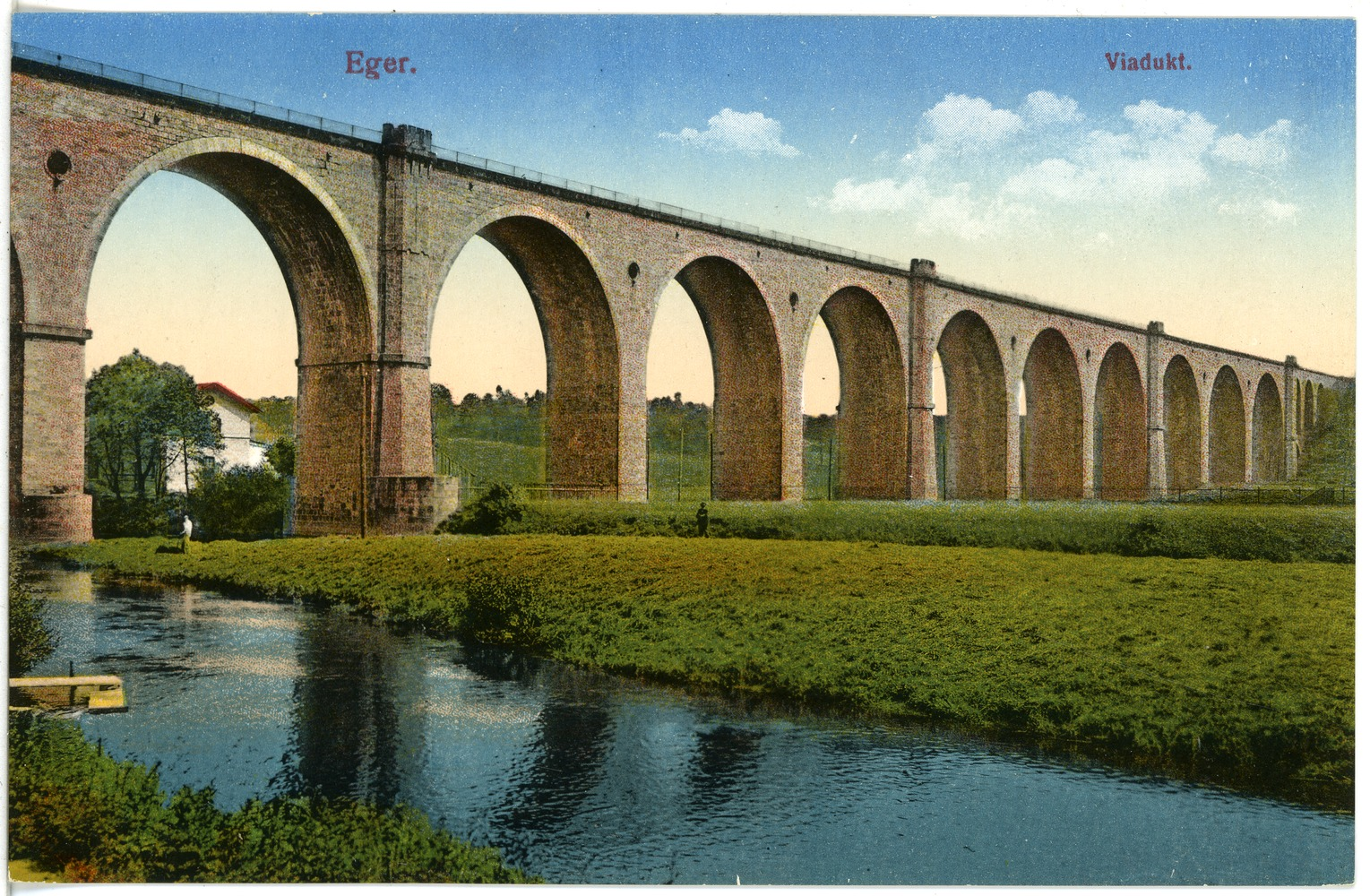
Rok 1914
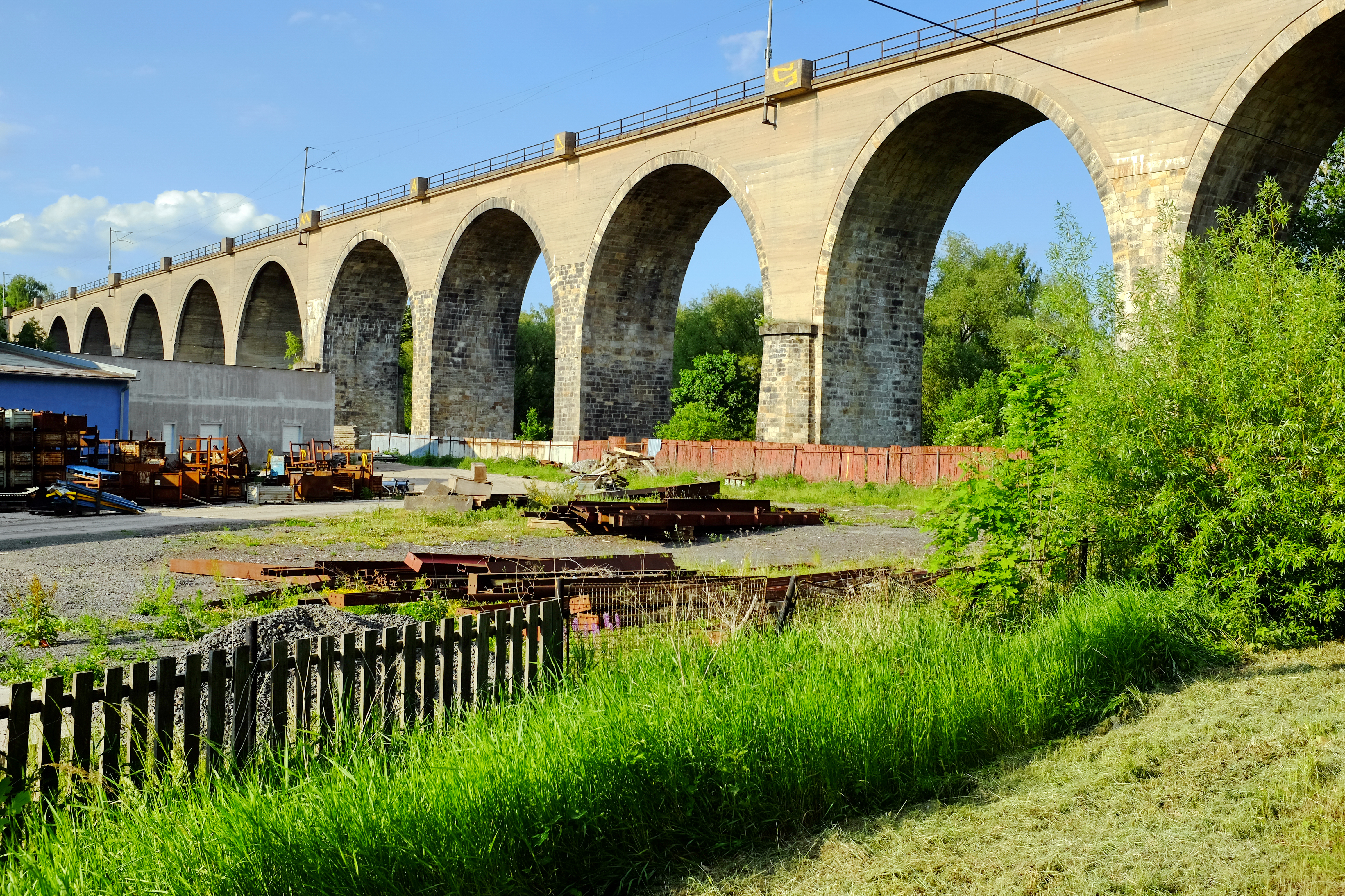
Rok 2017
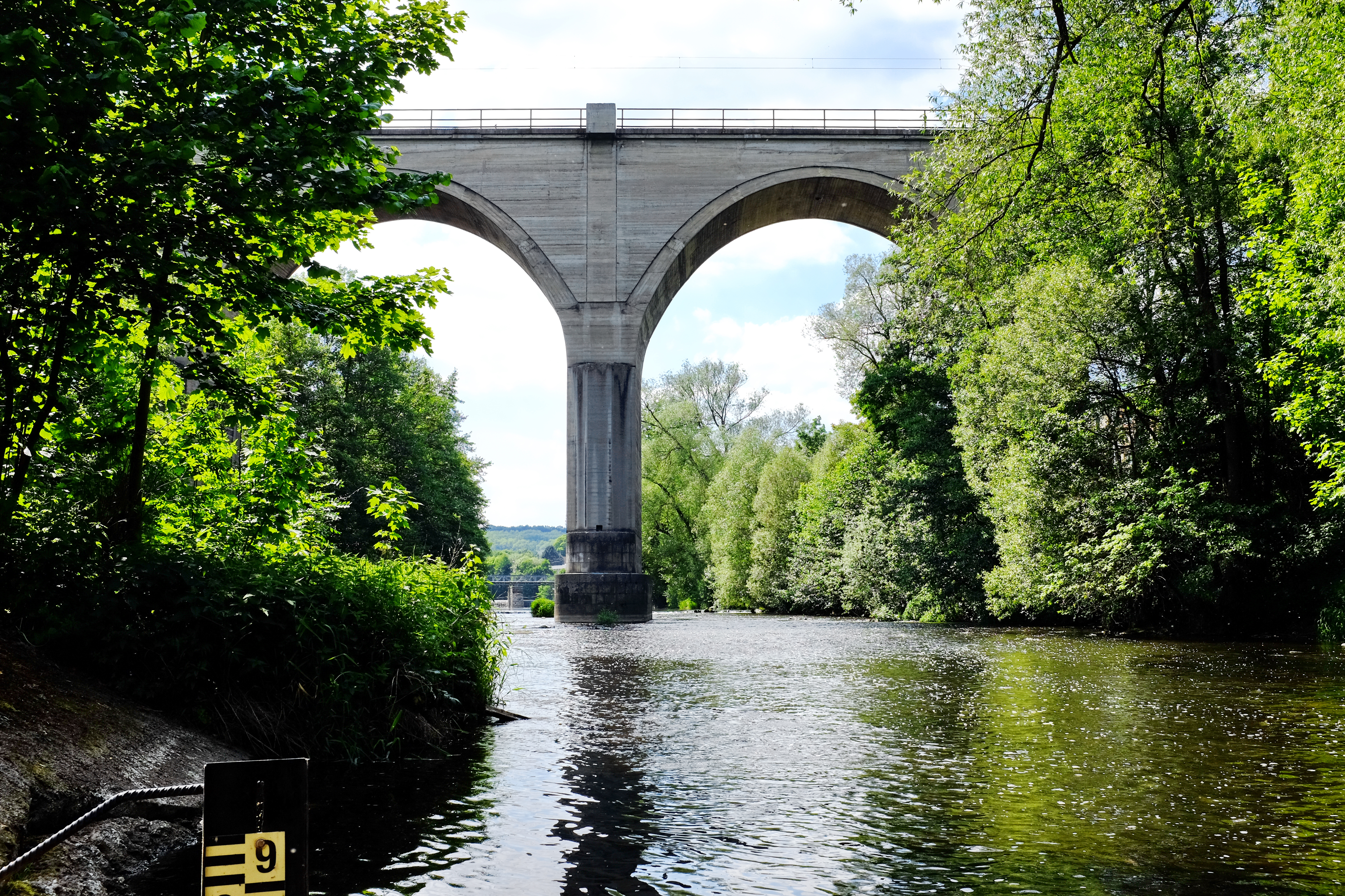
Rok 2017